# スパダフォーラ
スパダフォーラ（イタリア語: Spadafora, シチリア語: Spatafora）は、イタリア共和国シチリア州メッシーナ県にある、人口約4,900人の基礎自治体（コムーネ）。

## 地理

### 位置・広がり

#### 隣接コムーネ
隣接するコムーネは以下の通り。
- ロッカヴァルディーナ
- ロメッタ
- ヴェネーティコ

## 行政

### 分離集落
スパダフォーラには、以下の分離集落（フラツィオーネ）がある。
- Grangiara, San Martino, Arcipretato, Verdesca

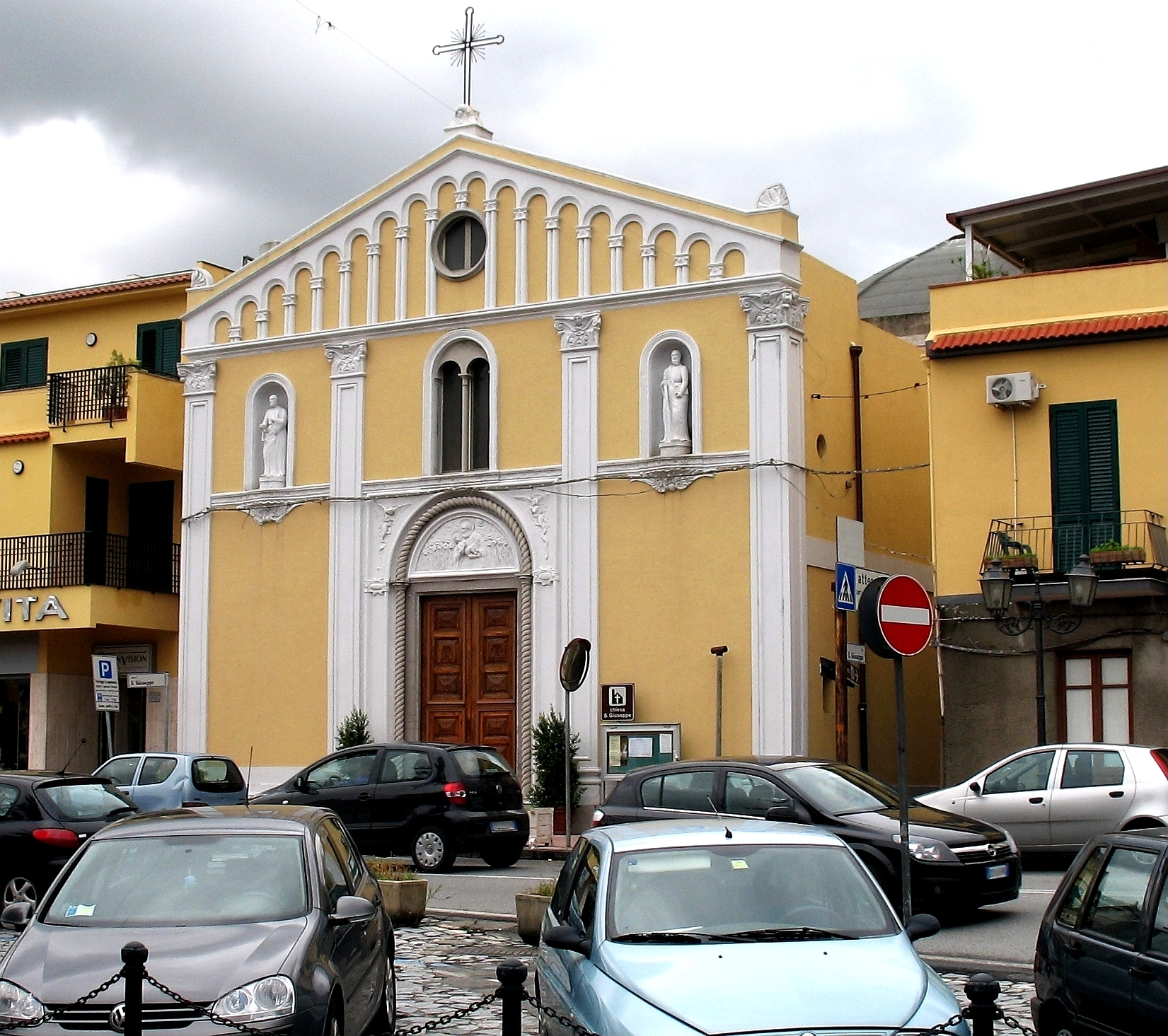
ナザレのヨセフ Church